# Aéroport Las Flecheras
L’aéroport Las Flecheras (anglais : aeropuerto Las Flecheras) (code IATA : SFD • code OACI : SVSR), est un aéroport desservant San Fernando de Apure, capitale de l'état d'Apure au centre du Venezuela.

## Situation
| Barcelona Barquisimeto Caracas Ciudad · Bolívar Ciudad Guayana Mérida Coro Cumaná El Vigía Maracaibo Porlamar Puerto · Ayacucho Punto Fijo San Fernando de Apure San Tomé Valencia Los Roques La Fría Maturín Canaima |

## Compagnie aérienne et destination
| Compagnies | Destinations      |
| ---------- | ----------------- |
| Conviasa   | Caracas-Maiquetía |

Edité le 6/12/2023